# استفان هانکه
استفان هانکه (انگلیسی: Stephan Hanke؛ زادهٔ ۱۹ october ۱۹۷۲ (۵۲ سال)) بازیکن فوتبال اهل آلمان است.
از باشگاه‌هایی که در آن بازی کرده‌است می‌توان به باشگاه فوتبال یان رگنسبورگ، باشگاه فوتبال قوت-وایس ارفورت، باشگاه فوتبال بایر ۰۴ لورکوزن، باشگاه فوتبال دارمشتات ۹۸، و باشگاه فوتبال سن پائولی اشاره کرد.